# Ficus kontumensis
Ficus kontumensis är en mullbärsväxtart som beskrevs av Edred John Henry Corner. Ficus kontumensis ingår i släktet fikonsläktet, och familjen mullbärsväxter. Inga underarter finns listade i Catalogue of Life.